# وایاندرا، کوئینزلند

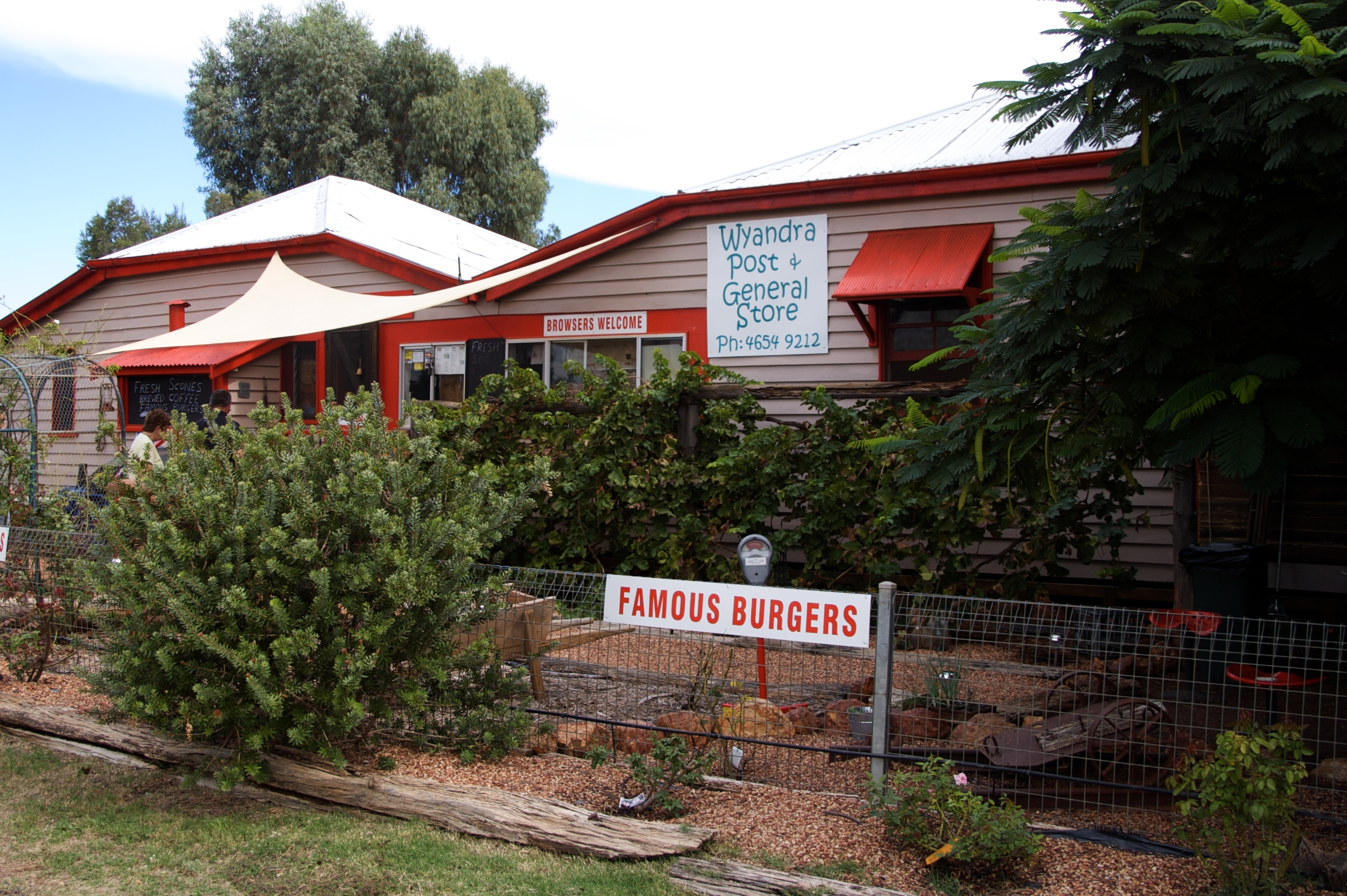
وایاندا

وایاندرا (به انگلیسی: Wyandra) یک شهرک در استرالیا است که در کوئینزلند واقع شده‌است.